# Pniewo (Węgorzewo)
Pniewo (deutsch Stobben) ist eine Siedlung (polnisch Osada) in der polnischen Woiwodschaft Ermland-Masuren, die zur Stadt- und Landgemeinde Węgorzewo (Angerburg) im Powiat Węgorzewski (Kreis Angerburg) gehört.

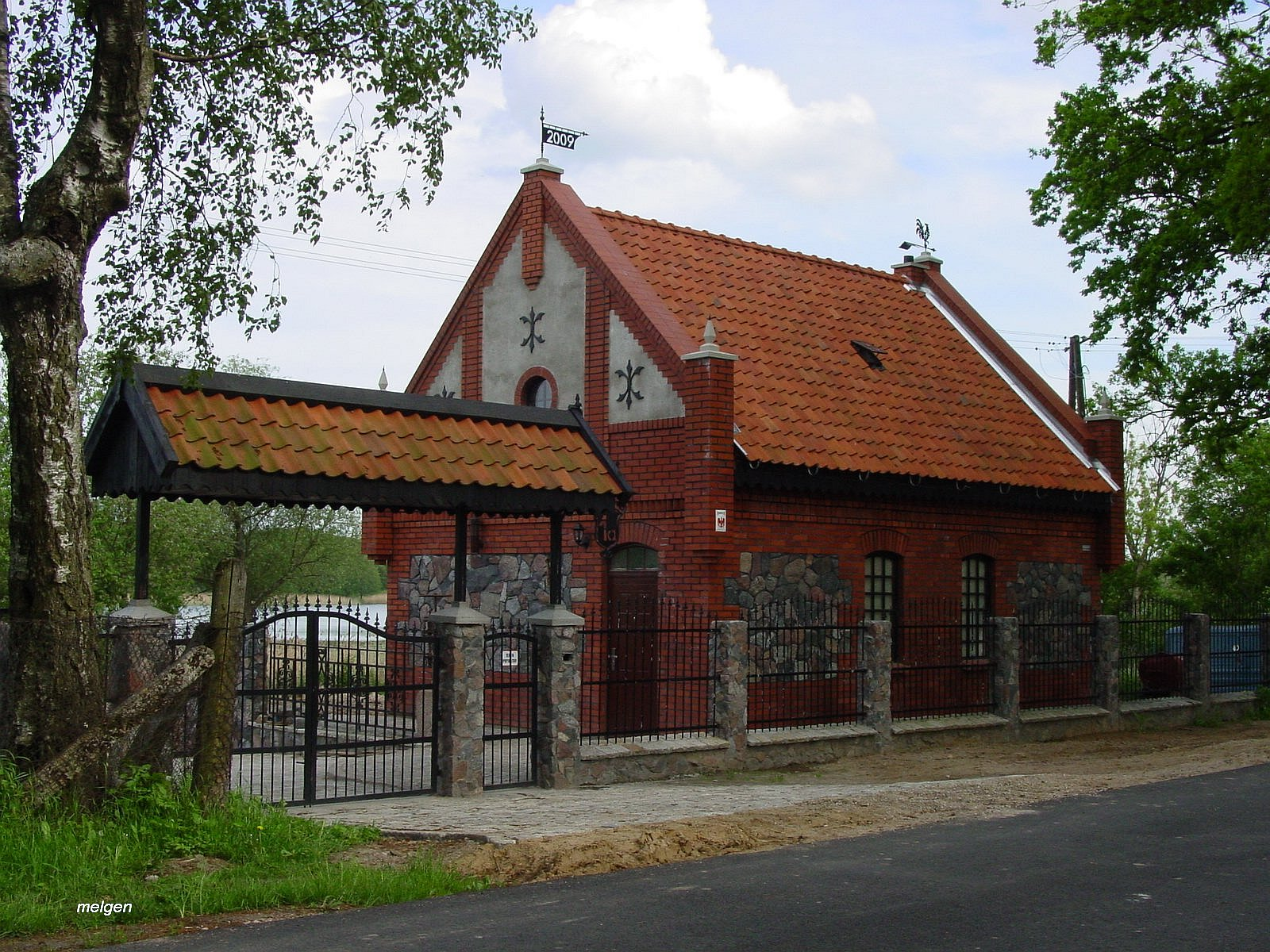
Alte Lehndorffsche Schmiede in Pniewo (Stobben)

## Geographische Lage
Pniewo liegt am Westufer des Stobbensees (polnisch Jezioro Pniewskie) im Nordosten der Woiwodschaft Ermland-Masuren. Die Kreisstadt Węgorzewo (Angerburg) befindet sich acht Kilometer in  nordöstlicher Richtung.

## Geschichte
Als Klein Mauer wurde der vor 1785 Pniewen und dann bis 1945 Stobben genannte spätere Gutsrt im Jahre 1570 gegründet. Im Jahr 1874 wurde das Dorf in den neu errichteten Amtsbezirk Steinort (polnisch Sztynort) eingegliedert, der zum Kreis Angerburg im Regierungsbezirk Gumbinnen der preußischen Provinz Ostpreußen gehörte. Im Jahre 1910 zählte der Gutsbezirk Stobben 142 Einwohner.
Am 17. Oktober 1928 schloss sich Stobben mit den Nachbarorten Groß Steinort (Sztynort), Klein Steinort (Sztynort Mały), Stawisken (1938 bis 1945 Teichen, polnisch Stawiska) sowie der Insel Kirsaiten (Kirsajty) zur neuen Landgemeinde Steinort (Sztynort) zusammen.
In Kriegsfolge kam das Dorf 1945 mit dem gesamten südlichen Ostpreußen zu Polen und heißt seither „Pniewo“. Heute ist es eine Ortschaft im Verbund der Stadt- und Landgemeinde Węgorzewo im Powiat Węgorzewski, vor 1998 zur Woiwodschaft Suwałki, seitdem zur Woiwodschaft Ermland-Masuren zugehörig.

## Religionen
Vor 1945 war die überwiegend evangelische Bevölkerung Stobbens in die Kirche Rosengarten in der Kirchenprovinz Ostpreußen der Kirche der Altpreußischen Union, die wenigen Katholiken in die Kirche Zum Guten Hirten in Angerburg im damaligen Bistum Ermland eingepfarrt. 
Seit 1945 sind die Einwohner Pniewos mehrheitlich katholischer Konfession und gehören zur Pfarrei der Christkönigskirche in Radzieje im jetzigen Bistum Ełk (Lyck) der Römisch-katholischen Kirche in Polen. Die wenigen evangelischen Kirchenglieder sind der Kirchengemeinde in Węgorzewo zugeordnet, einer Filialgemeinde der Pfarrei Giżycko (Lötzen) in der Diözese Masuren der Evangelisch-Augsburgischen Kirche in Polen.

## Persönlichkeiten
- August Quednau (1868–1931), Lehrer in Stobben und Heimatforscher, starb hier am 17. Mai 1931

## Verkehr
Pniewo liegt an einer Nebenstraße, die von der Woiwodschaftsstraße DW 650 bei Przystań (Pristanien, 1938 bis 1945 Paßdorf) über Kamionek Wielki (Ziegelei Steinort) bis nach Stara Różanka (Alt Rosenthal) an der Woiwodschaftsstraße DW 591 führt. 
Die nächste Bahnstation ist Kamionek Wielki an der allerdings nicht mehr regulär betriebenen Bahnstrecke Kętrzyn–Węgorzewo (Rastenburg–Angerburg).